# Cravanzana
Cravanzana es una comune italiana situada en la provincia de Cúneo, en Piamonte. Tiene una población estimada, a fines de abril de 2022, de 370 habitantes.

## Evolución demográfica
| Gráfica de evolución demográfica de Cravanzana entre 1861 y 2022 |
|                                                                  |
| Fuente: ISTAT - Elaboración gráfica de Wikipedia                 |